# جوش دالاس
جوش دالاس (بالإنجليزية: Josh Dallas)‏ مواليد 18 ديسمبر 1978 في لويفيل، الولايات المتحدة، هو ممثل أمريكي بدأ مسيرته الفنية سنة 2006.

## الأعمال
- ثور
- الذيول الحمراء
- زوتروبوليس
- دكتور هو
- هاواي فايف أو
- سي اس آي: التحقيق في موقع الجريمة
- كان ياما كان

## روابط خارجية
- جوش دالاس على موقع IMDb (الإنجليزية)
- جوش دالاس على موقع ألو سيني (الفرنسية)
- جوش دالاس على موقع ميوزك برينز (الإنجليزية)
- جوش دالاس على موقع تيرنر كلاسيك موفيز (الإنجليزية)
- جوش دالاس على موقع أول موفي (الإنجليزية)
- جوش دالاس على موقع قاعدة بيانات الأفلام السويدية (السويدية)
- جوش دالاس على موقع إن إن دي بي (الإنجليزية)
- جوش دالاس على موقع قاعدة بيانات الفيلم (الإنجليزية)
- جوش دالاس على موقع كينوبويسك (الروسية)